# Linda Jackson
Linda Jackson (Coventry, 1959) è una dirigente d'azienda britannica, dal 2021 CEO di Peugeot. Dal 2014 al 2020 è stata CEO di Citroën.

## Biografia
Linda Jackson è cresciuta a Coventry. Nel 1977, ha iniziato a lavorare nell'industria dell'auto come contabile alla Jaguar. Più tardi, sempre nello stesso anno, ha lavorato come impiegata al MG Rover Group. Durante questo periodo la Rover l'ha supportata in un programma per ottenere una laurea alla Warwick Business School dell'Università di Warwick. Lei ha frequentato i corsi di sera mentre di giorno lavorava, completando il programma tra il 1988 and 1992.
Jackson ha ricoperto diverse posizioni nella finanza e nel settore delle vendite presso la Rover prima di essere nominata direttore finanziario di Rover France nel 1998. È stata promossa ad amministratore delegato nel 2000 e direttore finanziario europeo nel 2004.
Nel 2005, Jackson è entrata in Citroën come direttore finanziario.  Nel 2009, è diventata direttore finanziario di Citroën France prima di essere nominata amministratrice delegata per Citroën UK e Irlanda dal 2010-2014. Il suo obiettivo principale durante questo mandato era quello di aumentare il riconoscimento del marchio Citroën nel Regno Unito, un mercato in cui Citroën rimaneva un piccolo protagonista e in fase di declino;  si era così concentrata sulla rete di distribuzione dei concessionari.
Nel 2014 Jackson è diventata CEO di Citroën. È la prima donna inglese e la terza donna in assoluto a dirigere un'importante azienda automobilistica. Durante il suo periodo come CEO, Jackson ha iniziato a supervisionare un piano per stabilizzare e garantire la redditività dell'azienda.
Nel gennaio 2020, è stata sostituita come CEO di Citroën dal suo vice Vincent Cobée, in modo da poter condurre  "uno studio per chiarire e supportare la differenziazione del marchio all'interno di un portafoglio di marchi".
Nel gennaio 2021, dopo la fusione fra il gruppo PSA e il gruppo FCA e la nascita di Stellantis, è stata nominata alla guida del marchio Peugeot.

## Vita privata
Jackson ha conosciuto suo marito, David, quando era alla Jaguar e stava completando i suoi studi. David è morto di cancro nell'estate 2014.

## Riconoscimenti
- 2018: Nominata "La donna più influente" nell'industria dell'auto dal settimanale Autocar.[12][13]